# Monoblastus ferius
Monoblastus ferius là một loài tò vò trong họ Ichneumonidae.